# 高膽固醇血症
高膽固醇血症（英語：Hypercholesterolemia）是指血液中的膽固醇偏高的情形。高膽固醇血症屬於高脂血症及高脂蛋白血症（hyperlipoproteinemia，血液中脂蛋白過高的病症）。
血液中非高密度脂蛋白膽固醇（non-HDL cholesterol）及低密度脂蛋白膽固醇（LDL cholesterol）的偏高可能是飲食、肥胖症、遺傳性疾病（例如家族性高胆固醇血症中，低密度脂蛋白受體的突變）、或是像糖尿病或是甲狀腺機能低下症等疾病的影響。
膽固醇是三種主要脂類之一，所有動物細胞都需要膽固醇來建構其細胞膜，因此所有細胞都會製造膽固醇，植物細胞不會製造膽固醇。膽固醇也是甾体激素及胆汁酸的前体。因為膽固醇不溶於水，在血漿中是以蛋白質粒子脂蛋白的形式存在。脂蛋白會依其密度分類：極低密度脂蛋白（VLDL）、低密度脂蛋白（LDL）、中密度脂蛋白（IDL）及高密度脂蛋白（HDL）。所有的脂蛋白都會攜帶膽固醇，但高密度脂蛋白以外的其他脂蛋白（特別是低密度脂蛋白）上昇，和动脉粥样硬化及冠狀動脈疾病風險的上昇有關。相反的，較高的高密度脂蛋白比例對身體有幫助。
為了減少成人血液中的膽固醇及低密度脂蛋白，建議在飲食中避免反式脂肪，並且用多元不飽和脂肪代替飽和脂肪。若血液中膽固醇含量很高的人（例如家族性高胆固醇血症），無法只靠飲食來達到減低低密度脂蛋白的效果，會需要降血脂的藥物。若有必要，也會進行低密度脂蛋白膽固醇去除術或是手術（特別是對嚴重的家族性高胆固醇血症患者
）。美國約有三千四百萬名成人有高膽固醇血症。